# پیرادندان
پیرادندان(Periodontium) مجموعه‌ای از بافت‌های کاملاً تمایزیافته است که دندان را دربرمی‌گیرند و از آن محافظت می‌کنند و وظیفهٔ آنها نگه داشتن دندان در استخوان‌های آرواره‌های بالا و پایین است. واژهٔ Periodontium یک اصطلاح یونانی است. Peri به معنای «اطراف» یا «پیرا-» و odont- به معنای دندان است. پریودانتیکس یک رشتهٔ تخصصی دندانپزشکی است که به طور ویژه به مراقب و نگهداری از بافت‌های پیرادندانی می‌پردازد. پیرادندان پشتیبانی لازم را از دندان به عمل می‌آورد تا دندان بتواند عملکرد مطلوب خود را داشته باشد. این بافت از چهار جزء اصلی تشکیل شده است:
- لثه
- رِباط‌های پیرادندانی (لیگامان‌های پریودُنتال یا PDL)
- سِمِنتوم (ساروجه)
- استخوان آلوِئُلِر بالاخص